# Комната с личными вещами
«Комната с личными вещами» — шестой студийный EP российской группы «Аффинаж», вторая часть концептуального альбома «Золото». Записан в феврале 2018 года в Санкт-Петербурге на «Петербургской Студии Грамзаписи». Релиз состоялся 11 мая 2018 года.

## История появления
В начале марта 2018 года вышла первая часть альбома «Золото» — «Ты, который нашёл», и музыканты анонсировали вторую часть.
4 мая группа презентовала сингл «Напрасная обида», а 11 мая опубликовала вторую часть «Золота» — мини-альбом «Комната с личными вещами».
14 мая 2018 года EP «Комната с личными вещами» занял второе место в ТОП-10 альбомов в GooglePlay.
Изначально «Золото» должен был быть дилогией, однако после выхода «Комнаты с личными вещами» музыканты объявили, что альбом станет трилогией и работа над третьей частью уже ведётся.

## Концепция
Согласно задумке музыкантов, во второй части «Золота» герой из внешнего, открытого пространства альбома «Ты, который нашёл» попадает в пространство закрытое — в комнату, где он пытается справиться с возникшими в результате потерь обидой, чувством одиночества, вины. Комната — метафора внутреннего мира героя. Он анализирует то, что с ним происходило, с чем-то свыкается, что-то пропускает через себя и, тем самым, очищается.

## Оформление
Обложку альбома нарисовал художник из Ростова-на-Дону Евгений Зубков.

## Список композиций
Все тексты написаны Михаилом Калининым.
| №                   | Название                   | Длительность |
| ------------------- | -------------------------- | ------------ |
| 1.                  | «Не обижайся, пожалуйста»  | 1:16         |
| 2.                  | «Напрасная обида»          | 3:30         |
| 3.                  | «Комната с личными вещами» | 4:36         |
| 4.                  | «Ветер, верни!»            | 3:07         |
| 5.                  | «Самый»                    | 1:49         |
| 6.                  | «Звездолёт»                | 6:14         |
| 7.                  | «Забыл»                    | 3:04         |
| 8.                  | «Не навсегда»              | 3:06         |
| Общая длительность: | Общая длительность:        | 26:42        |

## Участники записи
- Александр Корюковец — баян, бэк-вокал
- Сергей Сергеич — бас-гитара, бэк-вокал
- Саша Ом — второй голос, тромбон, гитара, перкуссия, сведение
- Эм Калинин — тексты, голос, гитара
- Пётр Ильяш — скрипка («Напрасная Обида», «Не Навсегда»)
- Игорь Кузнецов — виолончель («Напрасная Обида», «Не Навсегда»)
- Константин Туманов — клавишные («Звездолёт»)
- Алёна Романова — голос («Не Навсегда»)

Записью, сведением и мастерингом занимался Андрей Кулешов.

## Отзывы
По мнению музыканта и дирижёра Никиты Дубова, главным сюрпризом в альбоме стало абсолютно перпендикулярное первой части «Золота», мягкое настроение, всё звучит невероятно цельно, каждая партия уместна и ювелирно выделана: «баян преображается в орган, хипстерские ударные словно рождаются из гитарного боя, а классические струнные прекрасно дружат с медной «пачкой».